# 타지키스탄 이슬람 부흥당
타지키스탄 이슬람 부흥당(타지크어: Ҳизби Наҳзати Исломии Тоҷикистон)은 타지키스탄의 이슬람주의 정당이다. 2015년에 타지키스탄 정부에 의해 활동이 금지되기 이전까지 중앙아시아의 유일한 합법적인 이슬람주의 정당이었다.

## 역사
타지키스탄 이슬람 부흥당은 1990년에 창당되었다. 1992년에는 러시아 사라토프에서 옛 소련에서 독립한 중앙아시아 국가, 러시아 타타르스탄 공화국·바시키르 공화국 출신 이슬람주의자들이 참석한 회의를 개최했다.
타지키스탄 이슬람 부흥당은 타지키스탄이 소련에서 독립한 이후인 1993년에 활동이 금지되었다. 하지만 타지키스탄 내전에서 타지키스탄 야권 진영, 가름인 진영과 함께 타지키스탄 야권 연합을 결성하여 타지키스탄 정부를 상대로 무력 분쟁을 일으켰다. 타지키스탄 이슬람 부흥당은 1998년에 타지키스탄 정부와 타지키스탄 야권 연합 사이에 체결된 평화 협정에 따라 합법화되었고 1999년에는 타지키스탄에서 2번째로 규모가 큰 정당이 되었다.
타지키스탄 이슬람 부흥당은 2005년 2월 27일과 3월 13일에 실시된 타지키스탄 총선거에서 득표율 7.48%를 기록하여 타지키스탄 하원 전체 의석 63석 가운데 2석을 차지했다. 2006년 8월에는 타지키스탄 이슬람 부흥당의 오랜 지도자였던 사이드 압둘로 누리가 암으로 사망했다. 타지키스탄 이슬람 부흥당은 2006년 11월 6일에 실시된 타지키스탄 대통령 선거를 보이콧했으며 2010년 2월 28일에 실시된 타지키스탄 총선거에서 타지키스탄 하원 전체 의석 63석 가운데 2석을 차지했다. 하지만 2015년 3월 1일에 실시된 타지키스탄 총선거에서 봉쇄 조항 5%를 넘지 못하여 의석 2석을 모두 잃었다.
타지키스탄 이슬람 부흥당은 2015년에 타지키스탄 내무부에 의해 등록이 취소되었고 한 달 뒤에는 타지키스탄 대법원에서 테러 조직으로 지정되어 활동이 금지되었다. 타지키스탄 검찰은 아브두할림 나자르조다 전 타지키스탄 국방부 차관이 주도한 쿠데타 미수 사건에 대해 타지키스탄 이슬람 부흥당을 배후로 지목하고 관련 인사들을 체포했다. 타지키스탄 대법원은 타지키스탄 이슬람 부흥당 지도부 인사 2명에 대해 무기징역을 선고했는데 이들은 수십 명에 달하는 지지자들과 함께 살해되었다. 한편 타지키스탄 이슬람 부흥당은 나자르조다 피살 사건과 연계된 것을 부인했다. 2016년에는 타지키스탄 정부가 개헌을 통해 종교적인 강령을 바탕으로 한 정당의 설립을 금지하는 내용을 추가시키면서 사실상 당을 재편하려는 시도를 선점했다.
2018년 8월 15일에 발행된 《워싱턴 포스트》 기사에 따르면 카네기 국제평화재단 소속 러시아 및 유라시아 선임 연구원인 폴 스트론스키는 2018년 7월 31일에 타지키스탄에서 발생한 서방 국가 출신 사이클 선수 7명에 대한 테러 사건이 이라크 레반트 이슬람 국가(ISIL)의 소행이라고 주장했음에도 불구하고 당원들의 비판을 받고 있다고 전했다. 다른 뉴스 보도들에 따르면 ISIL이 테러 이후에 공개한 ISIL의 지도자인 아부 바크르 알바그다디에게 충성을 맹세하는 내용이 담긴 비디오에 이들 5명의 테러리스트가 등장했다고 언급했다.
2018년 당시에는 지도자들이 주로 폴란드에서 활동하던 타지키스탄 이슬람 부흥당은 4개의 타지키스탄 정치 운동 단체로 구성된 야권 연합인 타지키스탄 국민 동맹의 창립 조직 가운데 하나가 되었다.

## 정부의 탄압 주장
타지키스탄 이슬람 부흥당은 2014년 4월에 2015년 타지키스탄 총선거가 예정된 상횡에서 일어난 공식적인 탄압, 정부의 신뢰도와 선거 기회 훼손을 비판했다. 또한 2015년 3월 1일에 실시된 총선거를 앞두고 있던 타지키스탄에서 타지키스탄 이슬람 부흥당을 악마화하고 입후보자들의 활동을 방해하려는 정부 주도의 광범위한 운동이 있었다는 보도가 전해졌다.
타지키스탄 정부는 타지키스탄 이슬람 부흥당이 2015년 8월 28일에 당 대회를 개최하려고 하자 "불법 행위" 중단을 요구했는데 타지키스탄 이슬람 부흥당은 정부가 폐쇄를 시도하고 있다고 주장했다.

## 같이 보기
- 이슬람 민주주의 정당 목록